# Sea Fighter (FSF-1)
«Си Файтер» (Sea Fighter, FSF-1) — экспериментальный литоральный боевой корабль, состоящий на вооружении ВМС США. Корабль имеет двухкорпусную конструкцию с малой площадью сечения по ватерлинии (SWATH), обеспечивающую исключительную устойчивость даже при сильном волнении. Корабль может работать как в океанской, так и в прибрежной зоне. 
Судно разрабатывается по программе Littoral Surface Craft-Experimental (LSC (X)) и относится к типу Fast Sea Frame. Корабль был спроектирован британской компанией BMT Nigel Gee Ltd (ранее BMT Nigel Gee and Associates Ltd), которая продолжает участвовать в доработке. 
"Sea Fighter" предназначен для использования Управлением военно-морских исследований в качестве испытательного стенда для технологий, связанных с литоральными боевыми кораблями, а также для испытаний конструкции корпуса. После завершения испытаний у ВМФ будет возможность дооборудовать судно для оперативной эксплуатации.
Двигатель экономического хода — сдвоенный дизель, форсажный — сдвоенная газовая турбина. С помощью сменных модулей корабль может перенастраиваться на различные миссии/
Палуба предназначена для базирования вертолетов.
Имеются малые плавсредства, которые спускаются на воду с кормы.
Первому кораблю был присвоен классификационный номер FSF-1, также оно упоминается как X-Craft.

## Описание

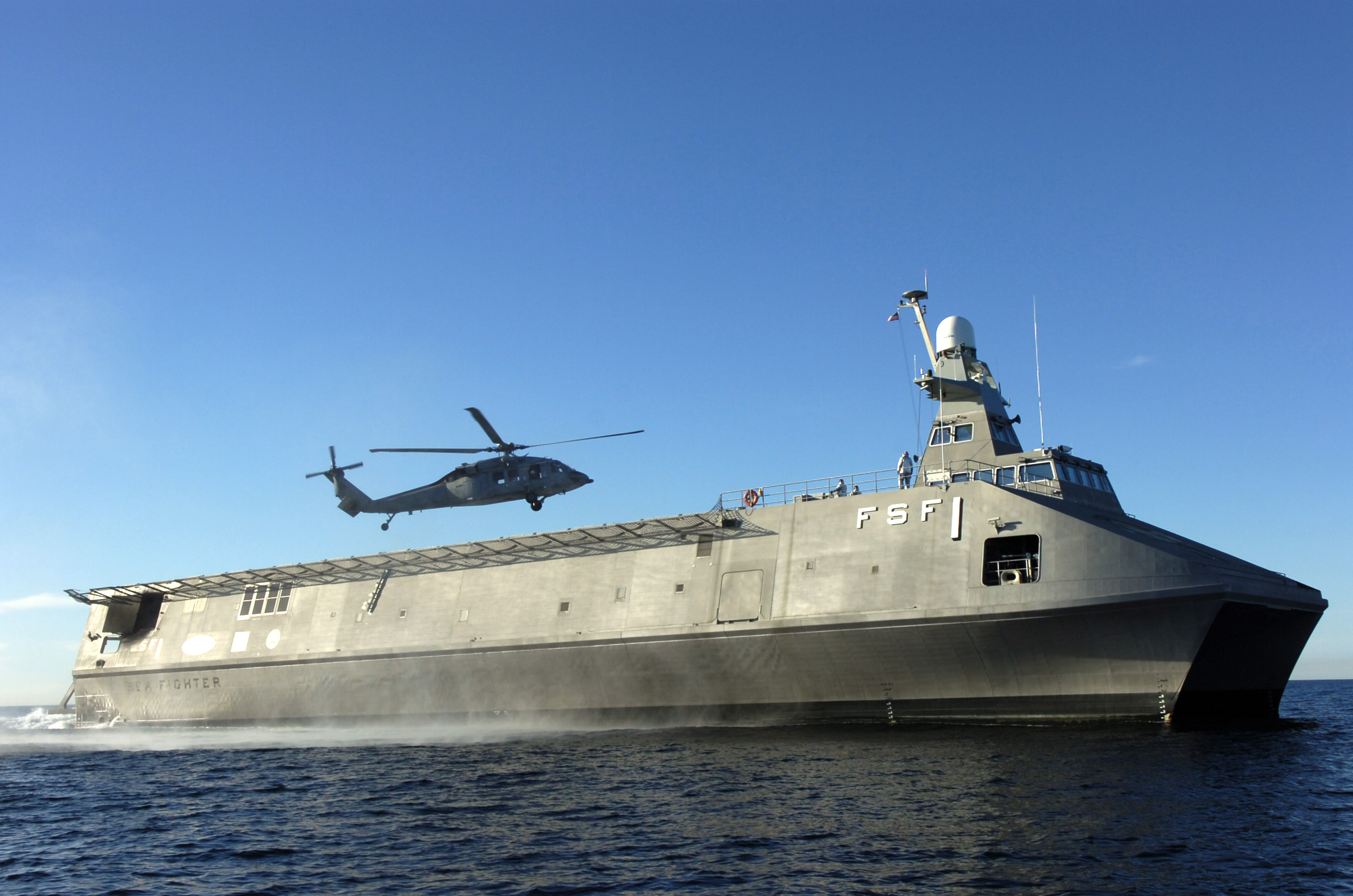
Вертолет совершает посадку на Sea Fighter

Корпус корабля представляет собой катамаран с малым сечением по ватерлинии (SWATH), построенный из алюминия.
С двумя газотурбинными двигателями, четырьмя водометами и обтекаемым корпусом Sea Fighter способен развивать скорость до 50 уз. и выше. Он спроектирован как морская платформа, которая может нести сменные модули, напоминающие транспортные контейнеры. Эти модули позволяют легко переконфигурировать его для выполнения различных задач, включая противоминную борьбу, противолодочные операции, поддержку десантных операций, борьба с надводными кораблями, транспортные и логистические задачи, пуск крылатых ракет и специальные операции. Модули для различных миссий легко загружаются и хранятся на внутренней палубе Sea Fighter.
Корабль способен спускать на воду малые суда длиной до 11 м, включая штурмовые катера и подводные аппараты с помощью находящейся на корме специальной рампы двойного назначения, которая также позволяет выполнять операции RORO для HMMWV и других транспортных средств. Корабль также имеет вертолетную палубу с двумя площадками, способную принимать машины размером до H-60, включая беспилотные летательные аппараты, на скорости до 50 уз. Для Sea Fighter была разработана специальная система палубного освещения с использованием зеленого света низкой интенсивности по краям палубы и вертолетным площадкам. Это освещение особенно эффективно при использовании очков ночного видения, облегчая высадку даже на более высоких скоростях, чем те, на которых работает Sea Fighter.
В базовом исполнении водоизмещение составляет 1100 тонн при размерениях 80×22 м. Движение обеспечивается системой CODOG, состоящей из двух дизельных двигателей MTU 595 и двух газовых турбин LM2500. Дизельные двигатели используются для крейсерского движения, а турбины — для достижения максимальной скорости. Две газовые турбины приводят в действие четыре водометные форсунки, забирая воду из-под кормовой части днища с помощью водяных турбин. Каждая водометная установка имеет изменяемый вектор и реверс тяги, позволяющие двигаться боком и кормой вперёд. Вектор тяги также позволяет Sea Fighter выполнять маневры уклонения при движении на высокой скорости.
В передней надстройке на нижней палубе расположен мостик, а в верхней части — пост управления полётами. Мостик относительно небольшой, на нем обычно работает команда из трех человек. Мостик оснащён рабочими станциями с дисплеями и современным навигационным программным обеспечением, которые позволяют Sea Fighter патрулировать прибрежные районы на высокой скорости. Над мостиком находится небольшой летно-технический пост, в котором может разместиться только один оператор. Это застекленное помещение обеспечивает хороший обзор полётной палубы и позволяет оператору координировать приближение и посадку вертолетов, загрузку контейнеров с модулями миссий, а также визуальную помощь для навигации.
Корабль имеет компьютерную систему для управления своими системами. Управление рулями и дроссельной заслонкой осуществляется электродистанционно, без механической связи.
Первый корабль этого типа (FSF-1) был построен на верфи Nichols Bros. Boat Builders во Фриленде, шт. Вашингтон, по контракту с Titan Corporation, дочерней компанией L-3 Communications.    Nichols Shipyard был выбран из-за их предыдущего опыта в строительстве высокоскоростных паромов с алюминиевым корпусом.

## Дальнейшее развитие

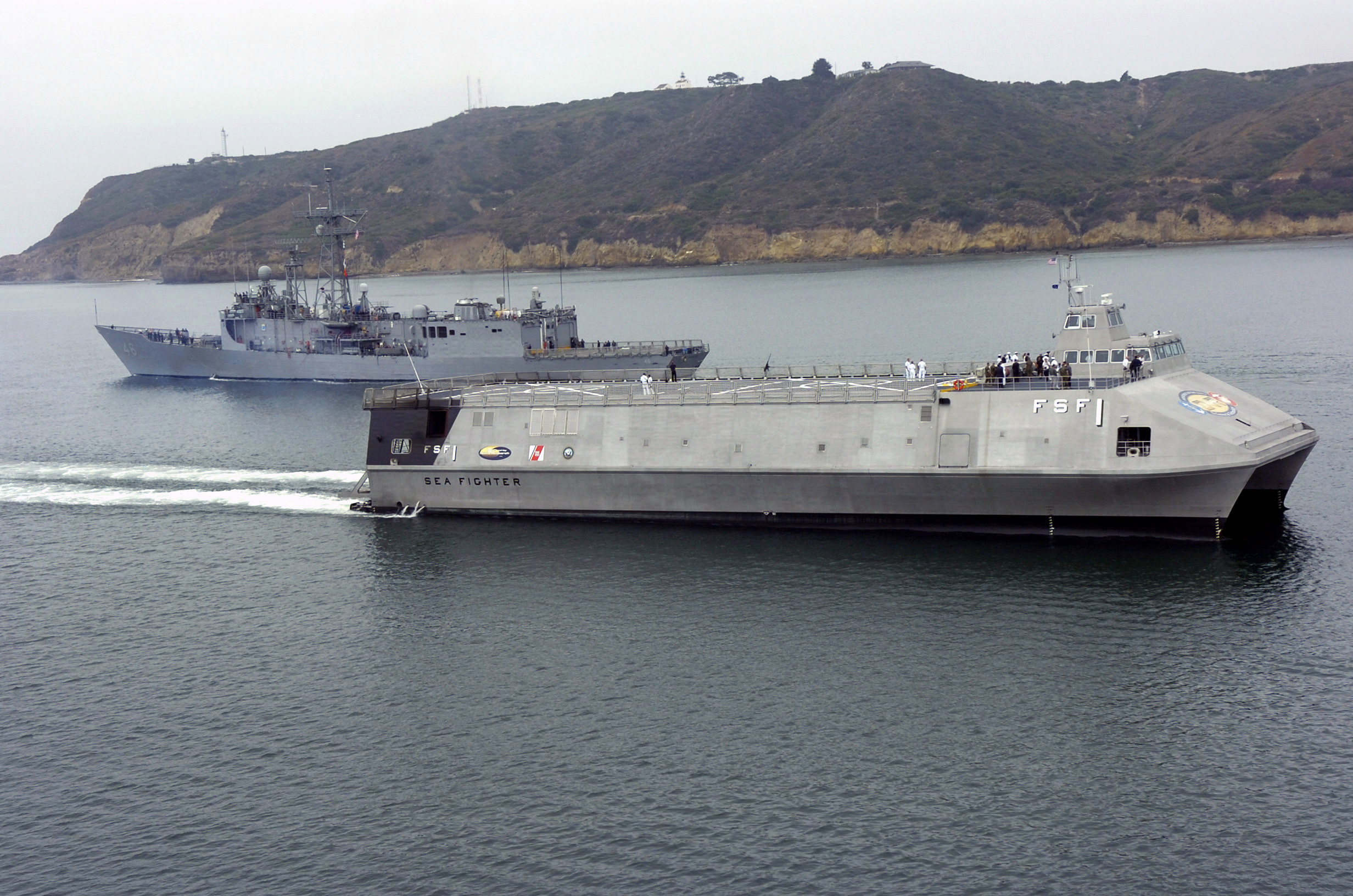
Sea Fighter в Сан-Диего. На заднем плане — фрегат USS Rentz

Военно-морской флот и береговая охрана совместно изучают возможность дальнейшего развития кораблей типа Sea Fighter для использования в патрулировании прибрежных вод США. С эффективной дальностью плавания 4400 миль без дозаправки, эти корабли могут быть быстро развёрнуты за границей. Ожидается, что Sea Fighter положит начало будущей линейке быстроходных эсминцев большой дальности плавания, способных двигаться достаточно быстро, чтобы уйти или уклониться от большей части торпед текущего поколения. Такие корабли могли бы пересекать Атлантический океан без дозаправки и имели бы очень слабую радиолокационную заметность, что затрудняло бы обнаружение. Они смогут быстро реагировать на цели, обнаруженные с воздуха или спутника, и агрессивно атаковать надводные и подводные суда, используя свою скорость, чтобы уклоняться от торпедных атак.

## Недостатки
Некоторая озабоченность была высказана в отношении использования в конструкции корпуса Sea Fighter и будущих кораблей на его основе почти исключительно алюминиевых сплавов. Хотя алюминиевые сплавы обладают высокой удельной прочностью, они плавятся при более низкой температуре, чем сталь и являются горючими материалами.  Кроме того, между алюминиевым корпусом и стальной арматурой может возникнуть гальваническая коррозия, как это случилось с литоральным кораблём USS «Independence».